# Osovina
Osovina je strojni dio (element) duguljasta, najčešće cilindrična oblika, koji nosi kotače, remenice, zupčanike,  poluge, ležajeve ili slično, a koji se okreću ili rotiraju (ili se njišu) oko njega ili zajedno s njim. Za razliku od vratila, osovina ne prenosi okretni moment pa je opterećena samo na savijanje, a ne i na uvijanje (torziju). Po obliku poprečnoga presjeka, razlikuju se cilindrična, kvadratna, oslabljena i šuplja osovina, a postoje i osovine posebnoga oblika. Dio osovine koji leži u ležaju naziva se rukavac.
Osovina može povezivati razne strojne dijelove kao na primjer kotač ili ležaj kod pogonskog podvozja vlaka. Dakle, osovina može i mirovati (ostali strojni dijelovi na njoj rotiraju), dok vratilo uvijek rotira jer prenosi zakretni moment, dakle vratila se uvijek kreću i uvijek obavljaju neki mehanički rad, dok se osovine mogu i ne moraju pokretati i nose na sebi neke dijelove koji se vrte. Osovine sa središnjim uzdužnim provrtima nazivaju se šuplje osovine. Osovine su pretežno ravne i cilindrične, a mogu biti izvedene kao glatke ili stupnjevane. Kratka osovina naziva se još i osovinica (na primjer osovinica klipa) i svornjaci). Uobičajeno je umjesto naziva vratilo primijeniti naziv osovina kad god je iz samog opisa jasno da se radi o dijelu opterećenom na uvijanje, na primjer osovina reduktora, koljenasta osovina, kardanska osovina, osovina kormila, osovina motora (turbine, pumpe), ili općenito pogonska osovina.
Za prijenos snage između pokretnih pogonskih i radnih agregata upotrebljava se i savitljiva vratila (za pogon brojila, mjerila brzine vozila i brzine vrtnje, bušilica i drugih alata). Sastoje se od višeslojne žičane jezgre, koja se vodi u savitljivoj metalnoj cijevi.
Radi smanjenja težine, osovine i vratila mogu biti šuplji, s uzdužnim provrtom, što poskupljuje izradu. Pri tome je korist od smanjenja težine veća nego šteta od smanjenja čvrstoće i krutosti. Na primjer vratilo s promjerom provrta 0,5•d je lakše 25 %, a momenti otpora se smanjuju samo oko 5 %.
Opterećenja osovina na savijanje potječu od njihove vlastite težine, težine drugih strojnih dijelova koji su na njima ugrađeni, djelovanja vanjskih sila, a kod vratila još i od djelovanja obodnih sila koje stvaraju momente uvijanja i istovremeno pritišću vratilo. Prema njihovoj geometrijskoj središnjici vratila se dijele na ravna i koljenasta. Koljenasta vratila su vrlo važni dijelovi parnih strojeva, motora s unutrašnjim izgaranjem, kompresora i tako dalje.

## Rukavci
Rukavci su dijelovi osovina i vratila koji se vrte u kliznim ili valjnim ležajima (ili se ležajevi vrte na osovinama). Oni mogu biti različito oblikovani, a prije svega moraju imati glatku površinu koja se postiže finim tokarenjem, brušenjem ili poliranjem. Za ostale dijelove osovine ili vratila obično nije potrebna tako fina strojna obrada. Kod sjedala ležaja polumjer prijelaza vratila mora biti manji od zaobljenja rubova ležajeva, kako bi se ležaj mogao potisnuti do odgovarajućeg naslona. Često su na mjestima ležajeva predviđeni i odgovarajući žljebovi za krajeve alata koji omogućuju lakšu obradu rukavaca osovina ili vratila, te istovremeno osiguravaju dobro namještanje ležajeva uz odgovarajući naslon. Osovine i vratila imaju obično dva rukavca, to jest ležaja, a dugačka i jače opterećena vratila više njih, na primjer koljenasto vratilo motora. Osovine i vratila su rijetko jednakog promjera po čitavoj duljini. Najčešće su stupnjevani, to jest pojedini dijelovi imaju različite promjere.
Osovine i vratila naslanjaju se na ležaje s pomoću rukavaca (osnaca, čepova). Ako je osovina okomita, njen donji rukavac naziva se upornim ili petnim rukavcem. Osovine i vratila imaju cilindrični oblik, ali im promjeri na različitim presjecima ne moraju biti jednaki, već se mogu mijenjati prema veličini opterećenja na tim mjestima. Razlog je takvoj konstrukciji štednja materijala i ograničavanje težine. Kako na mjestima promjene promjera dolazi do koncentracije naprezanja materijala osovina i vratila, i to tim većeg što je prijelaz oštriji, ona moraju biti prikladno zaobljena.  

## Materijali osovina
Pri izboru materijala za osovine i vratila potrebno je, osim karakteristika čvrstoće, uzeti u obzir i otpornost materijala na koncentraciju naprezanja, te otpornost na koroziju. Posebno je svojstveno za čelike visoke čvrstoće da su osjetljivi na koncentraciju naprezanja koja nastaje uz prijelaze s jednog na drugi promjer, uz žljebove za pera i klinove, žljebove za uskočnike i slično. Za izradu osovina i vratila upotrebljavaju se konstrukcijski čelici, poboljšani čelici i čelici za cementiranje. 
Sve osovine i vratila, a naročito ako su vučene i hladno vučene, a nisu normalizirane, imaju zaostala naprezanja: veliki tlak na površinskom sloju, a niski vlak u jezgri. Poslije rezanja, a naročito poslije izrade utora za klin, ravnoteža zaostalih naprezanja se naruši, i osovina se savine bez djelovanja vanjskog opterećenja. Ovaj progib iznosi čak oko 1 mm za osovinu promjera ∅ 50 mm na duljini utora od 1000 mm. Zato je obvezna završna obrada nakon rezanja utora za pero ili klin. Obično brušenje samo dosjednih ploha zadovoljava. Rukavci, prijelazi, dosjedi, mjesta za brtvenice i slično, fino se tokare ili bruse, odnosno komprimiraju, lepuju ili obrađuju superfiniš postupkom. Ova završna obrada se bezuvjetno radi poslije toplinske obrade.
Zbog naglih promjena presjeka uzrokovanih prijelazima s manjega na veći promjer i obrnuto, utorima za uskočnike, rupama i tako dalje, osovine i vratila u pravilu trpe veliku koncentraciju naprezanja. Pri titrajućem (cikličkom) opterećenju ovo može dovesti do loma materijala zbog umora materijala. Odgovarajućim oblikovanjem, posebno oko kritičnih mjesta, ova opasnost se može znatno ili potpuno ukloniti.
Glavni konstrukcijski materijali osovina i vratila jesu ugljični i legirani čelici. Čelik za te strojne dijelove legira se s kromom, niklom, molibdenom i manganom. Već prema zahtjevima koje moraju zadovoljavati, osovine i vratila najprije se obrađuju tokarenjem, a njihovi rukavci poslije toga brušenjem i ponekad poliranjem. Prema potrebi osovine i vratila obrađuju se (prije brušenja i poliranja) još i toplinskokemijskim postupcima (na primjer kaljenjem, cementiranjem, nitriranjem). Pri tome materijal treba da bude odabran tako, da se osovini (vratilu) osigura potrebna dinamička čvrstoća i otpornost rukavaca prema izlizavanju u ležajevima. U posebnim slučajevima osovine i vratila mogu se napraviti od čeličnog lijeva ili od modificiranog lijevanog željeza, koje se odlikuje visokom čvrstoćom i bolje prigušuje vibracije nego čelični materijal. Upotreba legiranih čelika isplati se kod titrajnih naprezanja (izmjeničnog savijanja) samo onda, ako ne postoji djelovanje zareza, jer su čelici visokih mehaničkih svojstava veoma osjetljivi na takva djelovanja. Za izbor materijala može biti mjerodavna otpornost na koroziju.

## Opterećenja osovina i vratila
Većina osovina i vratila mogu se u praksi smatrati nosačima na dva ili više ležaja, klizna ili valjna. Vanjske sile koje djeluju na dijelove smještene na osovini ili vratilu (zupčanike, remenice, lančanike, koloture itd.) uzrokuju reakcijske sile u ležajima koje skupa s vanjskim silama uzrokuju momente savijanja u poprečnim presjecima. Sile, a time i momenti savijanja, općenito djeluju u dvije okomite ravnine. Momenti savijanja stvaraju u tim dvjema ravninama rezultirajući moment savijanja, koji u osovini ili vratilu uzrokuje naprezanje na savijanje.
U mirujućim osovinama dinamičko opterećenje na savijanje je promjenjivo zbog promjenjivih vanjskih sila. Naprezanje na savijanje je tada najčešće istosmjerno promjenjivo, pa se za mjerodavnu karakteristiku čvrstoće uzima istosmjerna trajna dinamička čvrstoća materijala. U rotirajućim osovinama naprezanja na savijanje su naizmjenično promjenjiva, pa se za mjerodavnu karakteristiku čvrstoće uzima trajna dinamička čvrstoća materijala za simetrični ciklus savijanja. Dakle, u oba slučaja se, kao i inače pri dimenzioniranju, ne računaju precizno dinamičke čvrstoće osovine, nego se računa samo s dinamičkim čvrstoćama materijala, ali se zato povećava potrebni stupanj sigurnosti.

### Progib osovina ili vratila
Zbog momenta savijanja osovina ili vratilo elastično se deformira (savije), pa osna linija poprimi zakrivljen oblik. Ova deformirana geometrijska linija naziva se elastična linija savijanja, a sama deformacija progib. Kutna deformacija elastične linije, tj. derivacija njezine jednadžbe u smjeru osi, naziva se nagib. Progib uzrokuje ekscentričnu rotaciju dijelova na osovinama ili vratilima (zupčanici, remenice, lančanici), što negativno utječe na funkciju čitavog stroja (npr. odstupanja u zahvatu zupčanika). Nagib mijenja i položaj rukavca u ležajima, što uzrokuje njihovo nejednoliko opterećenje i time veće trošenje, tj. manju trajnost. Zbog toga se veličine progiba i nagiba ograničavaju dopuštenim vrijednostima koje se određuju iskustveno.
Dopuštene vrijednosti progiba: 
- kod grubih pogona (prijenosna vratila, poljoprivredni strojevi): fmax ≤ 0,5 mm / m duljine,
- u općem strojarstvu: fmax ≤ 0,3 mm / m duljine,
- kod alatnih strojeva, zupčanika: fmax ≤ 0,2 mm / m duljine,
- kod elektromotora preporuča se da progib bude manji od 1/10 zračnosti između statora i rotora.

Duga vratila, na primjer prijenosna (transmisiona) za mehanički prijenos, deformiraju se znatno već pri razmjerno malom momentu uvijanja (torziji). Ova promjena oblika izazvana deformacijom dovodi zbog elastičnosti vratila do nepoželjnih torzionih titraja strojnih dijelova ugrađenih (montiranih) na vratilu (djelovanje kao kod ravnih torzijskih opruga). Zato se ograničuje kut zakretanja prema iskustvu na veličinu 0,25°/m.

### Kritični broja okretaja osovina i vratila
Zbog opterećenja vlastitom težinom i težinom na njima učvršćenih dijelova rotirajuće osovine i vratila titraju u okomitoj ravnini. Pri tome može nastupiti mehanička rezonancija i zbog nje toliko povećanje amplitude da može doći do loma osovine. 
Mehanička rezonancija nastaje kod takozvanog kritičnog broja okretaja nk, kod kojeg se frekvencija promjene vanjskih sila podudara s frekvencijom vlastitog titranja sustava osovine (vratila) i na noj učvršćenih dijelova. Osim toga mehanička rezonancija može nastupiti i kad je frekvencija promjene vanjskih sila jednaka višekratniku frekvencije vlastitog titranja tog sustava. 
Kritični broj okretaja nk, odnosno kritična kutna brzina ωk, može se u najjednostavnijem slučaju, smatrajući osovinu, odnosno vratilo nosačem koji leži na dva uporišta, odrediti s pomoću njenog progiba f izazvanog djelovanjem centrifugalne sile. Progib f povećava se s kutnom brzinom, odnosno s brojem okretaja, a kritična je ona kutna brzina ωk, pri kojoj se on povećava neograničeno. Kritični broj okretaja u minuti kao funkcija progiba f određen je izrazom:
{\displaystyle n_{k}\approx 300\cdot K\cdot {\sqrt {\frac {1}{f}}}}
gdje je vrijednost koeficijenata K između 0,9 i 1,3, već prema načinu uležištenja osovine (vratila). Prema tome je broj okretaja osovine to veći, što je progib manji. Za proračun progiba se uzimaju samo progibi zbog vlastitih težina, a ne recimo progib koji nastaje zbog zatezanja remena i remenice. Kritični broj okretaja je neovisan o tome da li se osovina ili vratilo nalaze u vodoravnom, okomitom ili kosom položaju. 
Približavanje kritičnom broju okretaja ispoljava se u jakim vibracijama vratila, te pri dužem radu pod takvim uvjetima lom materijala je neizbježan. Zato se osovine i vratila nastoje projektirati tako da izračunati kritični broj okretaja nk leži uz dovoljnu sigurnost iznad ili ispod stvarne pogonske brzine vrtnje. 

#### Fleksijska kritična brzina vrtnje
Osovine i vratila tvore, skupa s masama pričvršćenim na njima, elastični opružni sustav. Zbog vanjskih opterećenja osovine i vratila elastično se deformiraju i titraju (vibriraju) vlastitom frekvencijom. Pri vrtnji dolazi, zbog neuravnoteženosti masa, do dodatnih impulsa centrifugalnih sila koje su ovisne o brzini vrtnje i masi dijelova smještenih na osovini ili vratilu. Dodatni impulsi centrifugalnih sila posljedica su neizbježnog odstupanja prilikom izrade zbog kojih se položaj težišta na osovini ili vratilu smještenih rotirajućih masa ne podudara s teoretskim položajem na liniji savijanja. Ako se pogonska brzina vrtnje podudara s vlastitom frekvencijom vibriranja osovine ili vratila i na njima smještenih masa, dolazi do rezonancije. U tom slučaju amplituda vibriranja skokovito se poveća, što može dovesti do loma osovine ili vratila. Brzina vrtnje, kod koje dolazi do rezonancije, naziva se fleksijska kritična brzina vrtnje.
Općenito, duge i tanke osovine i vratila imaju nisku, a kratke i debele visoku fleksijsku kritičnu brzinu vrtnje. Ako je savojna kritična brzina vrtnje manja od brzine vrtnje osovine ili vratila tijekom rada, prilikom pokretanja i zaustavljanja stroja mora se osigurati što brži prijelaz preko kritičnog područja. Tako će osovina ili vratilo vrlo kratko vrijeme raditi u kritičnom području, pa će utjecaj rezonancije biti zanemariv.
Radna brzina vrtnje osovina i vratila u strojevima ne smije biti blizu kritične brzine vrtnje nk. Strojevi trebaju raditi u podrezonantnom području n < 0,8•nk, ili nadrezonantnom području n > 1,2•nk. Najčešće sustav radi u podrezonantnom području pa je poželjno da nk bude što viši. To se postiže: 
- malim razmakom ležaja kako bi progib bio manji,
- balansiranjem sustava kako bi se smanjilo djelovanje centrifugalne sile i
- minimiziranjem težine kako bi progib bio manji.

### Idealna osovina
Teoretski se svi presjeci mogu tako dimenzionirati da u njima vlada jednako naprezanje na savijanje. Tako konstruirana osovina ili vratilo bila bi paraboloid. Potrebno je, međutim, dobiti proizvodno i funkcionalno pogodan oblik sastavljen od cilindara i stožaca tako da to ne dovodi do podrezivanja paraboloida. Pretkovanim osovinama i vratilima jednakih naprezanja na savijanje ušteđuju se materijal i obrada.

## Izrada osovina
Osovine i vratila promjera do 80 mm mogu se dobiti provlačenjem (izvlačenjem) čeličnih šipki na hladno, pri čemu se postižu tolerancije od h8 do h11, tako da naknadno tokarenje više nije potrebno. Promjeri do 150 mm izrađuju se od čeličnih šipki okruglog presjeka izvlačenjem na toplo, valjanjem na toplo ili tokarenjem. Deblje i složenije osovine i vratila izrađuju se kovanjem, prešanjem ili lijevanjem. 
Rukavci, prijelazi s manjeg na veći promjer i bočni oslonci se prema postavljenim zahtjevima fino tokare, bruse, poliraju ili tlače. Preporuča se da promjeri osovina ili vratila u mm budu standardni ili zaokruženi brojevi. Završeci vratila promjera do 28 mm izrađuju se s tolerancijom j6, od 28 do 50 s k6, a veći s m6. Često su završeci izrađeni kao ožljebljeni. Promjeri rukavaca su određeni promjerom ležaja. Oblik ostalog dijela osovine ili vratila je osim čvrstoćom i krutošću određen drugim konstrukcijskim zahtjevima, načinom ugradnje, izmjerama brtvi, uskočnika itd. Osovine i vratila za brzine vrtnje iznad 1500 okretaja/min moraju biti kruta, kruto uležištena i izbalansirana. 